# Малодербетовський район
Малодербетовський район (рос. Малодербетовский район, калм. Баһ Дөрвдә район) — адміністративна одиниця Республіки Калмикія Російської Федерації.
Адміністративний центр — село Малі Дербети.

## Адміністративний поділ
До складу району входять 6 сільських поселень:
- Ікі-Бухусовське. Об'єднує селища Ікі-Бухус та Ікі-Манлан. Центр — селище Ікі-Бухус.
- Малодербетовське. Об'єднує хутір Васильєв та село Малі Дербети. Центр — село Малі Дербети.
- Плодовитенське. Центр — село Плодовите.
- Тундутовське. Центр — село Тундутово.
- Ханатинське. Об'єднує селища Зурган, Унгн-Терячі та Ханата. Центр — селище Ханата.
- Хончнурське. Центр — селище Хонч Нур.